# Nagypáholy

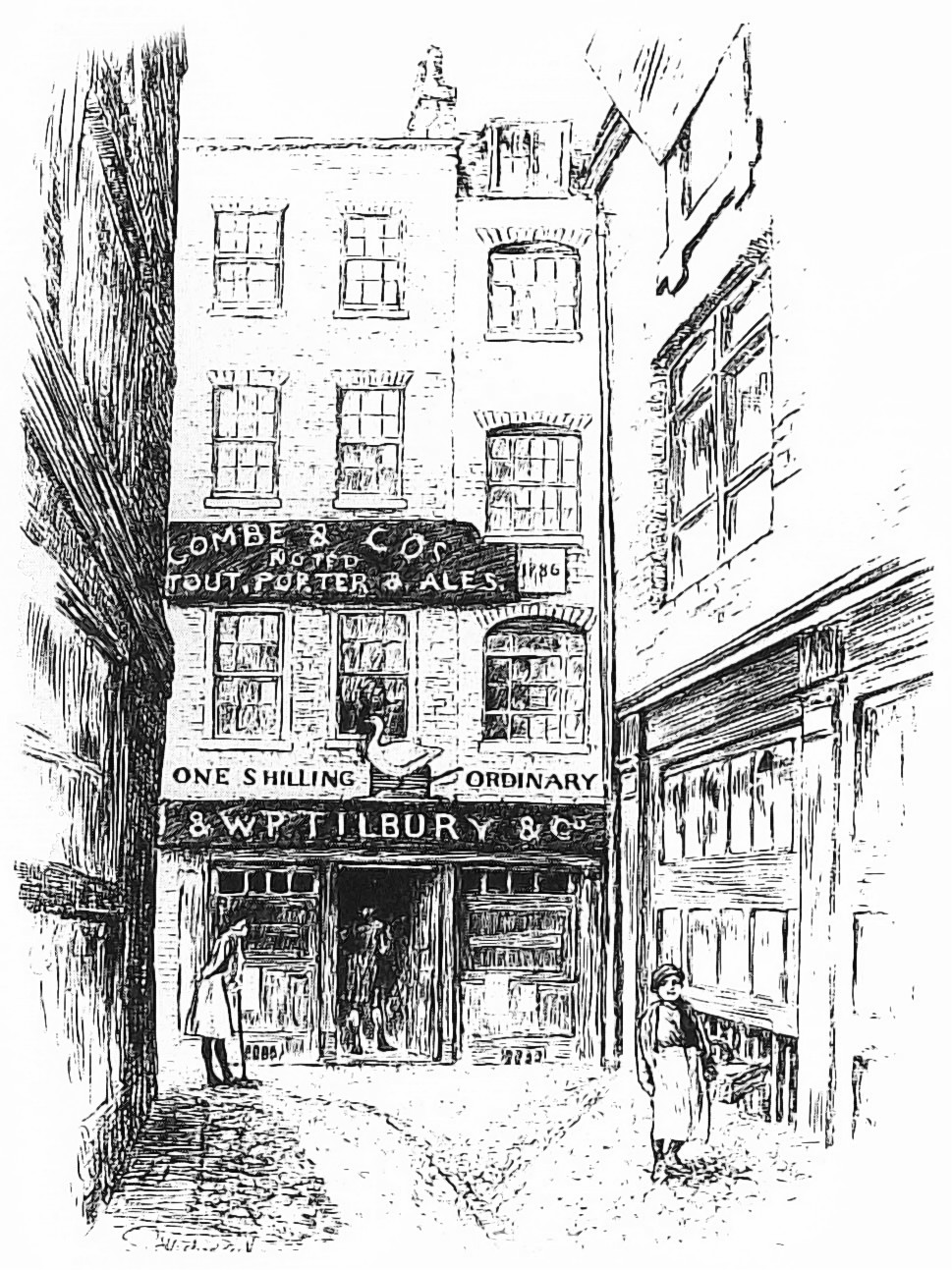
Az első londoni nagypáholy

A Nagypáholy beavató testvériségek, vagy hasonló módon szerveződő szervezetek átfogó testületi szerve egy bizonyos (nyelv)területet, államot, országot lefedve.

## A szabadkőművességben
A Nagypáholy az általános vezető testületi szerve az "iparos" (vagy "Kék páholy"), vagy "szimbolikus" szabadkőművességnek különösen a reguláris, azaz János-rendi szabadkőműves joghatóságokban. Az első szabadkőműves Nagypáholyt 1717-ben Angliában alapították. A Nagypáholy vezetője a Nagymester és a Nagypáholy más tisztségviselői is a "Nagy" előtagot viselik címeik megnevezéseiben. Az Amerikai Egyesült Államokban a nagypáholyok körzetekre vagy régiókra oszlanak irányítás szempontjából.
Nincs olyan központi szerv, amely felügyelné a világ szabadkőműves nagypáholyait, így különféle páholy szabályzatok és gyakorlatok léteznek, azzal, hogy az alapvető kereteik hasonlóak. A központi fennhatóság hiánya azt jelenti, hogy a nagypáholyokat csupán egyfajta szövetségi kötelék fűzi össze egymással. Minden Nagypáholy a többitől függetlenül működik és maga határozza meg, hogy mely más nagypáholyokat ismer el legitimnek, "baráti viszonyban" lévőnek. Az elismerés nyomán lehetséges egymás páholyait szabadon látogatni, a páholymunkában részt venni. Az el-nem-ismerés alapja általában bizonyos Szabadkőműves Sarokkövek (alapelvek) tényszerű megsértése szokott lenni. Így az Angol Egyesült Nagypáholy nem ismeri el szabadkőművesnek a Francia Nagyorienst, bár a Francia Nagyoriens elismeri az Angol Egyesült Nagypáholyt, melynek oka az, hogy 1877-ben a Nagyoriens törölte Alkotmányából az Isten létének és a lélek halhatatlanságának elvét.

## A rózsakeresztességben
A Nagypáholy általában egy adott nyelvterület, vagy ország, régió általános "Testületi szerve" a magát hagyományosnak, legitimációját a korábbi rózsakeresztességből eredeztető modern-kori Rózsakeresztes rendnek. Ennek megfelelően létezik például Portugál-nyelvű Nagypáholy, mely Brazíliát, Portugáliát és minden más portugálul beszélő országot, régiót magában foglal, ugyanakkor van példa arra is, hogy egy országban egynél több Nagypáholy is joghatóságot gyakorol, így az Amerikai Egyesült Államokban működik Amerikai Angol-nyelvű Nagypáholy, ugyanakkor vannak testületi szervei a Spanyol-nyelvű Nagypáholynak is. A spanyol nyelvterület jó példa arra is, hogy létezik egy nyelvhez kapcsolódó két nagypáholy is, hiszen van külön spanyol-nyelvű nagypáholya az európai, afrikai és ázsiai térségnek is spanyolországi központtal. Hasonló nyelvek is alkothatnak közösen nagypáholyt, melyre példa a Skandináv Nagypáholy, a norvég, a svéd és a dán nyelveket összefogva, de ilyen a szomszédunkban is működő Cseh és Szlovák Nagypáholy is.
A Nagypáholyt a Nagymester vezeti és egyben felel a joghatóságában zajló minden tevékenységért. A Nagymestert a Legfelsőbb Tanács, mint felügyelő szerv választja meg, melynek tagja a Rendet vezető Imperátor és a nagymesterek, továbbá központi funkciót ellátó tisztségviselők (pl. Kincstárnok, Titkár, stb.). Szertartásrendjüket illetően az egyes nagypáholyok alapvetően egységesek és csak néhány - a rituálék rendjét lényegileg nem érintő - helyi eltérés engedélyezett az Imperátor jóváhagyásával. Minden nagypáholynak helyi testületi szervei vannak, melyek taglétszámtól függően Páholyok, Káptalanok, Pronaoszok vagy Átrium csoportok.

## Más szervezetekben
Az Odd Fellows, az Elks és más hasonló testvériségeknek is vannak Nagypáholyaik, csakúgy, mint az északír központú Orániai Rendnek. Sokuk szervezeti felépítése szabadkőműves mintát követ.

## Fordítás
Ez a szócikk részben vagy egészben  a   Grand Lodge című angol Wikipédia-szócikk fordításán alapul.  Az eredeti cikk szerkesztőit annak laptörténete sorolja fel. Ez a jelzés csupán a megfogalmazás eredetét és a szerzői jogokat jelzi, nem szolgál a cikkben szereplő információk forrásmegjelöléseként. A rózsakeresztességről szóló rész főként a Rózsakeresztes Kézikönyvből származik.